# Bisdom Santa Rosa de Lima
Het bisdom Santa Rosa de Lima (Latijn: Dioecesis Sanctae Rosae de Lima) is een rooms-katholiek bisdom met als zetel Cuilapa, de hoofdstad van het departement Santa Rosa, in Guatemala. Het bisdom is suffragaan aan het aartsbisdom Santiago de Guatemala. 

## Geschiedenis
Het bisdom werd opgericht op 27 april 1996, uit delen van het aartsbisdom Guatemala.

## Parochies
Het bisdom had in 2022 een oppervlakte van 2.955 km2 en telde 401.790 inwoners waarvan 69,2% rooms-katholiek was.

## Bisschoppen
- Julio Amílcar Bethancourt Fioravanti (27 april 1996 - 4 juli 2006)
- Bernabé de Jesús Sagastume Lemus (28 juli 2007 - 11 januari 2021)
- José Cayetano Parra Novo (16 juli 2021 - heden)